# ليو فان (ممرضة)
ليو فان (بالصينية: 柳 帆)، (مواليد 1961 - وفاة 14 شباط\فبراير 2020) كانت نائبة رئيس قسم علم إدارة التمريض في مستشفى ووتشانغ فيي ووهان، الصين. وهي أول ممرضة تتوفى بسبب عدوى فيروس كورونا المرتبط بالمتلازمة التنفسية الحادة الشديدة النوع 2، عن عمر ناهز 59 عامًا.
تسبب موتها بموجة ردود فعل قوية عبر الإنترنت في جميع أنحاء الصين. توفي والداها وشقيقها بسبب الفيروس قبلها، ما دفع الكثيرين بوصف وفاتها بأنها «انقراض أسرة». رأى الكثيرون أن ظروف عملها أثناء تفشي المرض غير مقبولة. في بداية الأمر، أعلن عن أن خبر وفاتها مجرد «شائعة ملفقة». لكن، وفاة شقيقها، المخرج الشهير تشانغ كاي، سبب ردود فعل قوية على الإنترنت ووسائل الإعلام بشكل لافت. لقيت ردود المستشفى الأولية على وفاتها انتقادات شديدة، ما اضطر المستشفى وحكومة ووهان إلى إصدار بيانات خاصة لشرح ظروف وفاتها.

## حياتها
عام 2016، أعيد تعيين ليو فان في غرفة حقن المرضى الخارجيين في مستشفى ووتشانغ بعد بلوغها سن التقاعد. عام 2017، ونظراً لإلغاء غرفة حقن المرضى الخارجيين، نُلقت إلى مركز شارع ليوان المخصص لخدمة الصحة المجتمعية والتاربع للمستشفى كممرضة في غرفة الحقن. بقيت ليو في الخدمة إلى ما قبل 2 شباط\فبراير 2020. شُخّصت بمرض كورونا في مستشفى المقاطعة الغربية في 7 شباط\فبراير وأدخلت المستشفى لتلقي العلاج في نفس اليوم. في 12 شباط\فبراير، نُقلت ليو إلى وحدة العناية المركزة في مستشفى ووتشانغ. ساءت حالتها تدريجياً، وتوفيت في الساعة 18:30 من يوم 14 شباط 2020 عن عمر 59 عامًا.
أعربت مستشفى ووتشانغ عن مواساتها. كان شقيق ليو الأصغر «تشانغ كاي» مدير قسم الاتصالات الخارجية في استديو هوبي السينمائي. قبل وفاة ليو، كان كل من والديها وشقيها قد توفوا بسبب الكورونا، أما زوجها وابنتها، فقد خضعا للعزل دون ظهور علامات الإصابة عليهما.

## الجدل بعد وفاتها
انتشرت أخبار وفاتها بسرعة عبر الإنترنت في البداية، حيث زُعم أنها لم تحصل على معدات الحماية الأساسية أثناء علاج المرضى المصابين بمرض الكورونا، حيث توفي كلا والديها بالمرض نفسه، وتوفي شقيقها في وحدة العناية المركزة. حازت وفاتها اهتماماً كبيراً لأنها الممرضة الأولى التي تتوفى بسبب كوفيد-19، فقد ظلت في الخدمة طوال أسبوع عطلة رأس السنة الصينية. بعد موتها، أعلن مراقبون رسميون أن وفاتها «إشاعة مفبركة»، وقالوا أن أياً من المزاعم لم تكن صحيحة، وشجبوا نشر الأخبار «الموجهة من قوى أجنبية» حسب قولهم.
لكن تأكدت تفاصيل وفاتها لاحقاً على أنها صحيحة. فأثارت بذلك ردّ فعل أكبر خاصة عندما ربطت الأخبار بينها وبين المخرج تشانغ كاي شقيقها. إذ لفتت أنباء موته مسبقاً انتباه الرأي العام وردود فعل قوية، حيث توفي أفراد العائلة الأربعة كلهم بسبب نفس العدوى وعدم تلقي الرعابة بسبب نقص الأسرّة في المشافي، ولم ينجُ من العائلة إلا ابنه الذي يدرس في المملكة المتحدة.
نشأ جدل آخر حول وفاتها عندما اتُهمت المستشفى التي تعمل بها بالتجرد من الإنسانية والتقليل من شأن المهنة، وألقي اللوم عليها ضمنياً. لقيت العديد من التصريحات التي صدرت عن المستشفى انتقاداً شديداً، كـ«كانت مجرد ممرضة تحقن المرضى»، «المستشفى لم تضعها في وظيفة في الخطوط الأمامية»، «المستشفى يطلب بشدة من جميع الأفراد أن يتخذوا إجراءات الحماية الشخصية». اضطرت حكومة مدينة ووهان إلى إصدار بيان عام لبيان ظروف الوفاة.